# Arctia stygia
Arctia stygia là một loài bướm đêm thuộc phân họ Arctiinae, họ Erebidae.